# William Bullock Clark

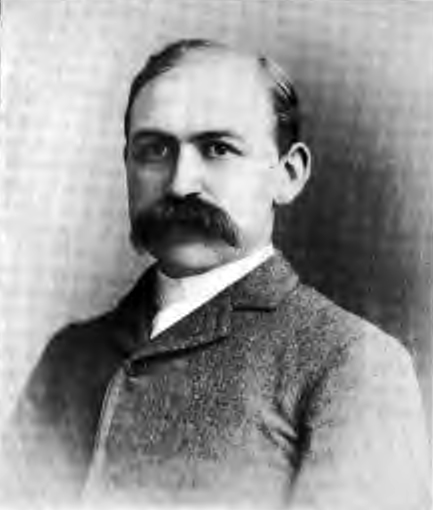
William Bullock Clark

William Bullock Clark (* 15. Dezember 1860 in Brattleboro, Vermont; † 27. Juli 1917 in North Haven, Maine) war ein US-amerikanischer Geologe und Paläontologe.
Clark erwarb 1884 bei Benjamin Kendall Emerson am Amherst College einen Bachelor und 1887 nach Studien in Berlin und London bei Karl Alfred von Zittel an der Universität München einen Ph.D. in Paläontologie.
1889 erhielt Clark an der Johns Hopkins University unter George Huntington Williams eine erste Stellung als Dozent für Paläontologie und als Assistant Professor für Geologie. 1892 wurde Clark Chairman der Abteilung, 1894 erhielt er eine ordentliche Professur. Zu seinen Schülern zählten Charles Kephart Swartz, William Tylor Thom und Edward Wilber Berry. Oliver Lanard Fassig erhielt unter Clark den ersten Ph.D. in Meteorologie in den Vereinigten Staaten.
Neben seiner Tätigkeit an der Johns Hopkins University arbeitete Clark für das United States Geological Survey, organisierte den Maryland State Weather Service und etablierte den Maryland State Geological Survey.
1902 wurde Clark in die American Philosophical Society, 1908 in die National Academy of Sciences und 1916 in die American Academy of Arts and Sciences gewählt. Das Amherst College verlieh ihm ein Ehrendoktorat.
William B. Clark war seit 1892 mit Ellen Strong verheiratet, das Paar hatte vier Kinder. Clark starb an einem Schlaganfall. Sein Grab befindet sich auf dem Druid Ridge Cemetery in Pikesville, Baltimore County, Maryland.